# Rigolato
Rigolato (friuli nyelven Rigulât) település Olaszországban, Friuli-Venezia Giulia régióban, Udine megyében. Lakosainak száma 361 fő (2023. január 1.). Rigolato Forni Avoltri, Paluzza, Prato Carnico és Comeglians községekkel határos.

## Népesség
A település népességének változása:
| Lakosok száma | 444  | 428  | 361  |
|               | 2017 | 2018 | 2023 |